# 803基金
803基金有限公司（803 Funds Limited），是香港的報料網，於2019年8月27日正式開始運作，全名為803懸紅報料網。之所以為名，是因為8月3日的拋國旗落海事件。803基金有限公司成立前，常被稱為「803行動」。
網站域名是803.hk。

## 成立目的
2019年6月反修例活動以來，該網站聲稱有極少數人的暴力和其他非法行為重創香港，需要為此等罪行懸紅緝兇，直至8月3日的拋國旗落海事件後成立此網站。網站所有懸紅賞金均來自民間，日後還會眾籌。803基金有限公司於2019年9月11日獲公司註冊處正式註冊。

## 成員列表

### 創辦成員[2]
- 梁振英

### 董事
- 陳祖光（曾任香港警察隊員佐級協會主席）
- 叢培勝（退休警司）
- 葉劉淑儀（行政會議成員，新民黨主席）
- 梁美芬（立法會議員）
- 葛珮帆（立法會議員）
- 鍾國斌（自由黨黨魁，立法會議員）

## 事件

### 要求教育局公開操守失當教師資料
2020年9月30日，「803基金」創辦人梁振英向法庭申請司法覆核，要求教育局公開已被裁定專業操守失當的教師姓名、任教學校名稱以及案件情節。

## 外部連結
- 官方網站（页面存档备份，存于）